# Гьоктюрк (станція метро)
41°10′37″ пн. ш. 28°53′02″ сх. д. / 41.176826236631° пн. ш. 28.883794261612° сх. д.
Гьоктюрк (тур. Göktürk) — метростанція на лінії М11 Стамбульського метро. 
Введена в експлуатацію 22 січня 2023.

Розташування: станція розташована у мікрорайоні Гьоктюрк, Еюпсултан, Стамбул.
Конструкція: колонна трипрогінна мілкого закладення, типу горизонтальний ліфт з однією острівною прямою платформою.
Пересадки
- Автобуси: 48K, 48KA, 48P, D2
- Маршрутки: 
  - Кемербургаз - Акпинар

## Визначні місця поруч
- Стамбульське регіональне управління лісового господарства Гьоктюрський розплідник
- Відділ поліції Гьоктурка
- Мечеть Гьоктурк
- Цвинтар Гьоктурк
- Гьоктюрський шпиталь

| Попередня станція        | Лінія | Лінія                            | Лінія | Наступна станція   |
| ------------------------ | ----- | -------------------------------- | ----- | ------------------ |
| Кемербургаз до Кягитхане |       | M11 (Стамбульський метрополітен) |       | Іхсаніє до Халкали |